# Oleg Popov
Oleg Konstantinovitsj Popov (Russisch: Оле́г Константи́нович Попо́в) (Vyroebovo, 31 juli 1930 – Rostov aan de Don, 2 november 2016) was een wereldberoemde Russische clown.
Zijn outfit bestond standaard uit een opvallend grote geblokte pet, een rode dopneus met witte rand, een strogele pruik, een zwart colbert, een te korte krijtstreepbroek en flapschoenen. Zijn optreden als clown past in de Russische Iwanuschka-traditie; een combinatie van humor en tragiek waarbij de clown dom lijkt te zijn, maar het eigenlijk ook weer niet is.

## Leven en werk
Popov werd geboren in de plaats Vyroebovo, in de buurt van Moskou. Een maand later verhuisde het gezin naar een flat in de hoofdstad. Hij was het enige kind van een klokkenmaker en zijn echtgenote. Zijn moeder verdiende bij met het retoucheren van foto's. Popovs vader werd in 1937 gearresteerd nadat hij per ongeluk een horloge beschadigde dat voor de Sovjet-dictator Jozef Stalin was bestemd. De familie heeft nooit meer iets van hem vernomen. 
Als elfjarige begon Popov door een buurman gemaakte zeep op de plaatselijke zwarte markt te verkopen. In 1942 werd hij leerling-loodgieter en werkte in de kantoren van de communistische krant Pravda. Zijn salaris bestond uit bonnen waarmee hij dagelijks een pond brood kon kopen. Hij werd in Moskou lid van een sportclub en kwam er in contact met studenten van de ernaast gelegen circusschool. Door hen ging hij een jaar later aan de circusschool leren voor acrobaat en gaf hij zijn baan bij de Pravda op. Hij trad toen al op als acrobaat en vormde met twee anderen een trio, totdat een van zijn compagnons viel en stierf. Popov bedacht toen een act als koorddanser, waarbij hij als een soort van clown optrad.
In 1949 studeerde hij af als jongleur, trapezewerker, koorddanser en acrobaat. In 1950, anderhalf jaar na zijn afstuderen, gaf hij een demonstratie waarbij de beroemde clown Karandasj aanwezig was. Die nodigde hem uit met hem te gaan toeren. Popov werd zijn assistent en partner.
In 1954 kwam zijn grote doorbraak, toen de clown Pavel Borovikov een rib brak en Popov gevraagd werd hem te vervangen. Zijn optreden in het klassieke circusgebouw in de stad Saratov was een doorslaand succes. Hij bleef een jaar. Vervolgens trad hij 2,5 jaar in Riga op, onderbroken door tournees naar het buitenland. Later ging hij optreden in het Circus van Moskou aan de Tsvetnoj Boelvar (buiten Rusland bekend als het Russisch Staatscircus), waaraan hij tot 1991 verbonden bleef. 
Popov werd zo populair dat de leiding van de Sovjet-Unie hem als een geschikte goodwill-ambassadeur begon te zien. In 1955 was hij voor het eerst buitenslands in Warschau en in 1956 ging hij met het staatscircus op tournee buiten het oostblok: door Frankrijk, België, het Verenigd Koninkrijk en Monaco. In 1957 verscheen hij voor het eerst op de Amerikaanse televisie en in 1958 was hij te zien op de Expo 58 in Brussel. Een jaar later trad hij op in Australië en Japan. Hij ontmoette in 1960 Charlie Chaplin in Venetië en het jaar daarop trad hij dagelijks op in een uitverkocht Madison Square Garden. Tijdens de Cubaanse raketcrisis trad hij op in het Cuba van Fidel Castro. Verdiende hij in New York 25 US-dollar per dag, in Cuba kreeg hij alleen een maaltijd en een gratis overnachting. In 1964 trad hij voor het eerst op in Nederland.  
In 1969 werd hij Volksartiest van de Sovjet-Unie en in 1980 kreeg hij de Leninorde. In 1982 kreeg Popov, die in Frankrijk Le clown soleil (De zonneclown) werd genoemd, op het Internationaal circusfestival van Monte Carlo uit handen van prinses Gracia de Clown d'or (Gouden clown), te beschouwen als de "Oscar" van de clowns. Na het uiteenvallen van de Sovjet-Unie in 1991 vestigde hij zich in Zuid-Duitsland in een boerderij in Egloffstein, in de omgeving van Neurenberg. Hij leerde echter nooit Duits en sprak uitsluitend Russisch. In 1993 werd hij opgenomen in de Clowns Hall of Fame. In 2006 verklaarde Popov dat hij in 2007 zou stoppen, maar hij ging tot zijn dood door met optreden.
Hij kwam regelmatig in Nederland. In de jaren zeventig trad hij op in een circus in Rotterdam Ahoy. In 1979 speelde hij een rol bij zowel de opening van de Amsterdamse Uitmarkt als de culturele manifestatie Stop de Neutronenbom in die stad. Hij trad in 2008 op bij het kerstcircus op het Malieveld in Den Haag en in 2009 op het 14e Internationale Circusfestival in Enschede. In het Nederlandse kerstcircus van 2005 werkte Popov samen met goochelaar/televisiepresentator Hans Kazàn. Rond kerst 2010 trad hij drie weken lang op met het kerstcircus van de familie Smitt in Den Haag.
In 2015 keerde hij voor het eerst in 28 jaar terug naar zijn geboorteland en trad er weer op. In november 2016 was hij in Rusland op tournee, toen hij in Rostov aan de Don in een hotelstoel voorgoed insliep op de leeftijd van 86 jaar.

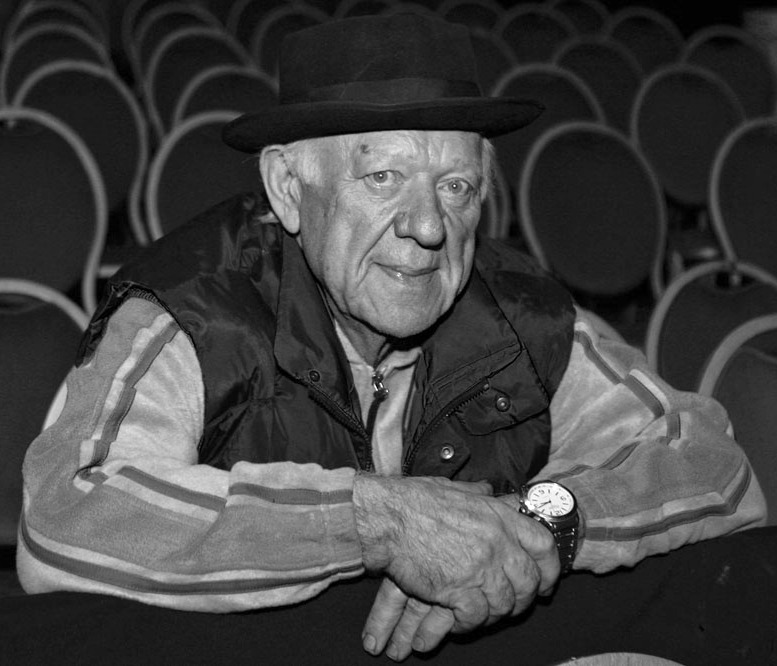
Popov in 2009 zonder schmink
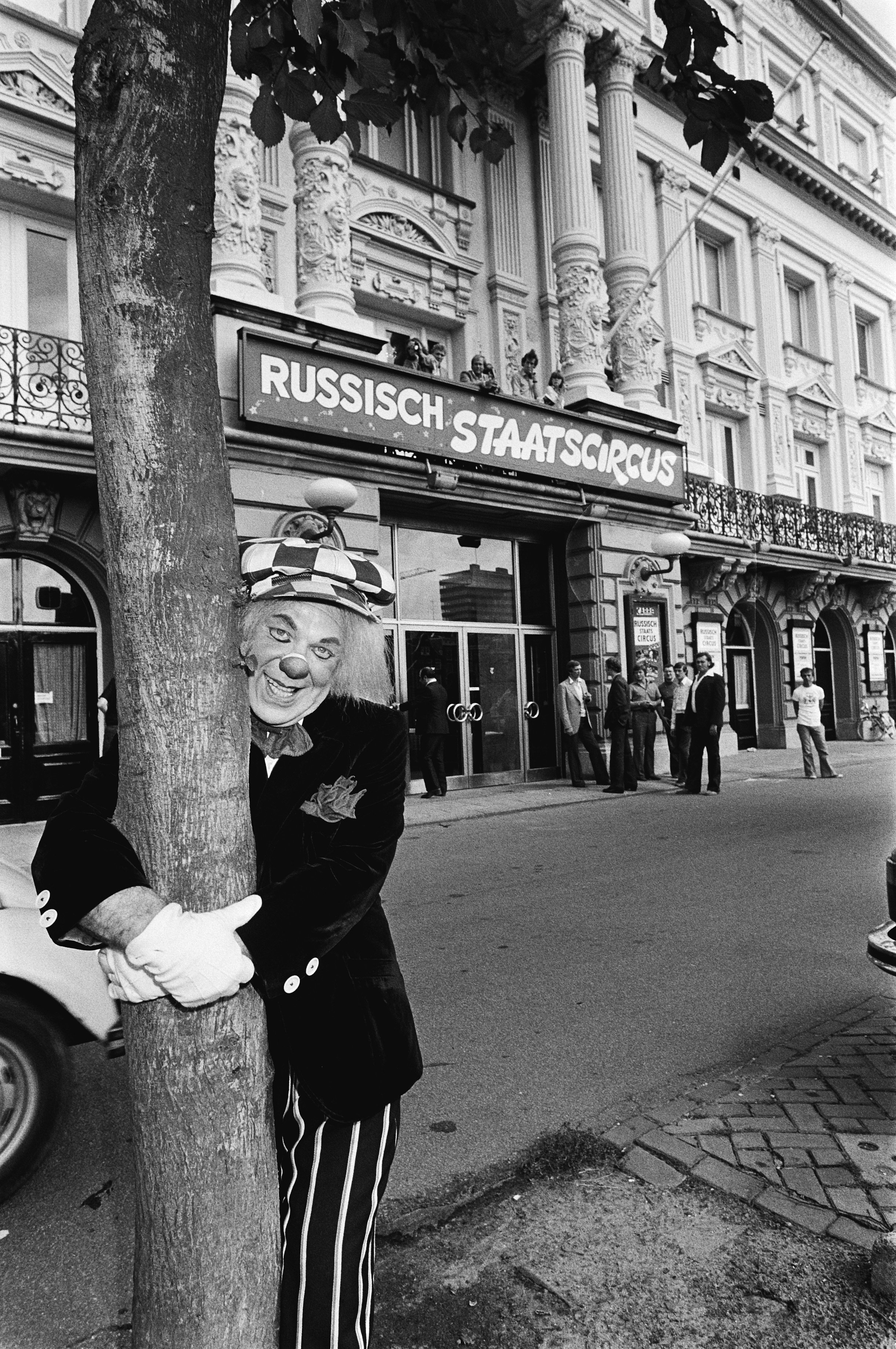
Popov voor Carré in 1979
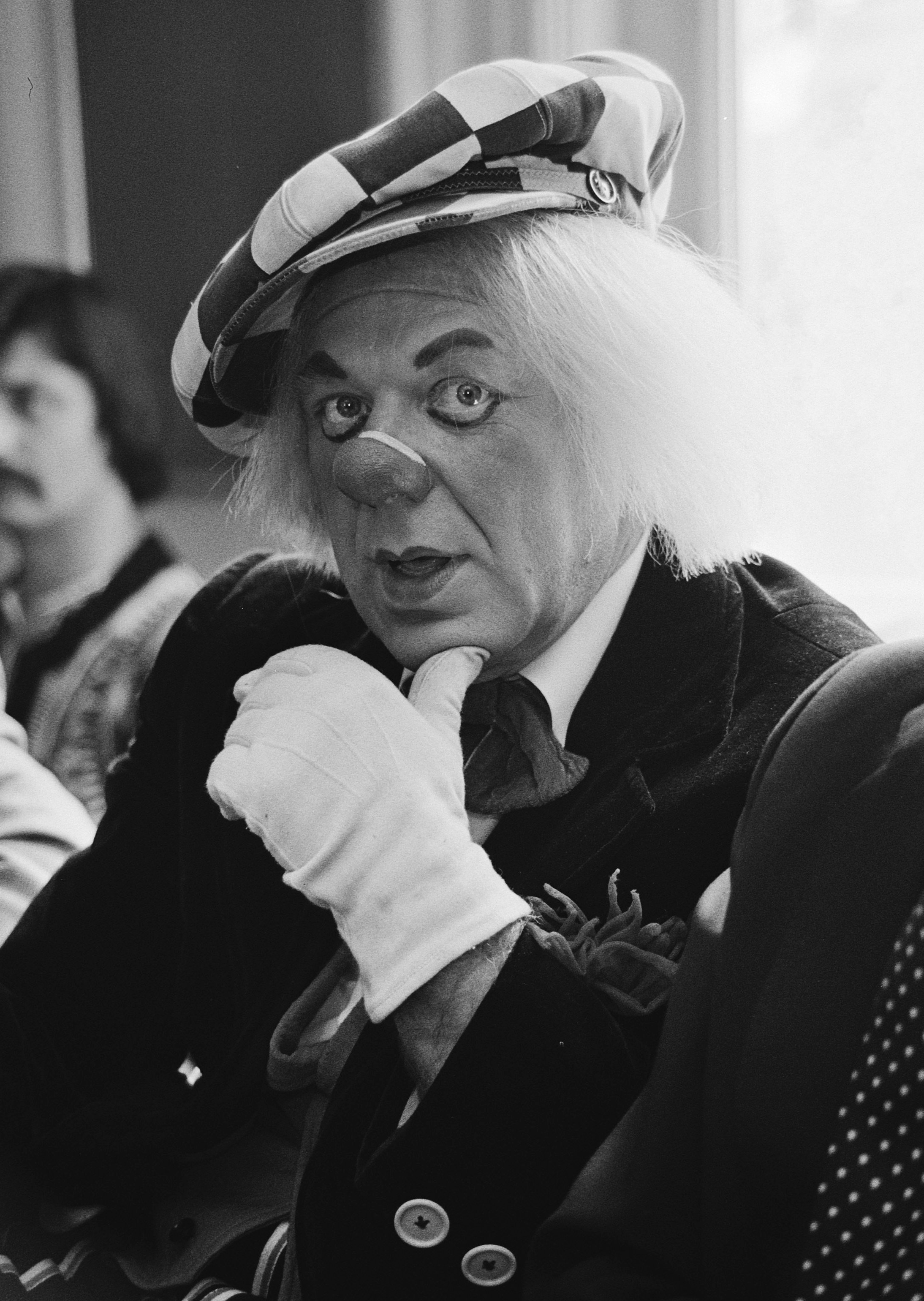
Oleg Popov in Amsterdam in 1979
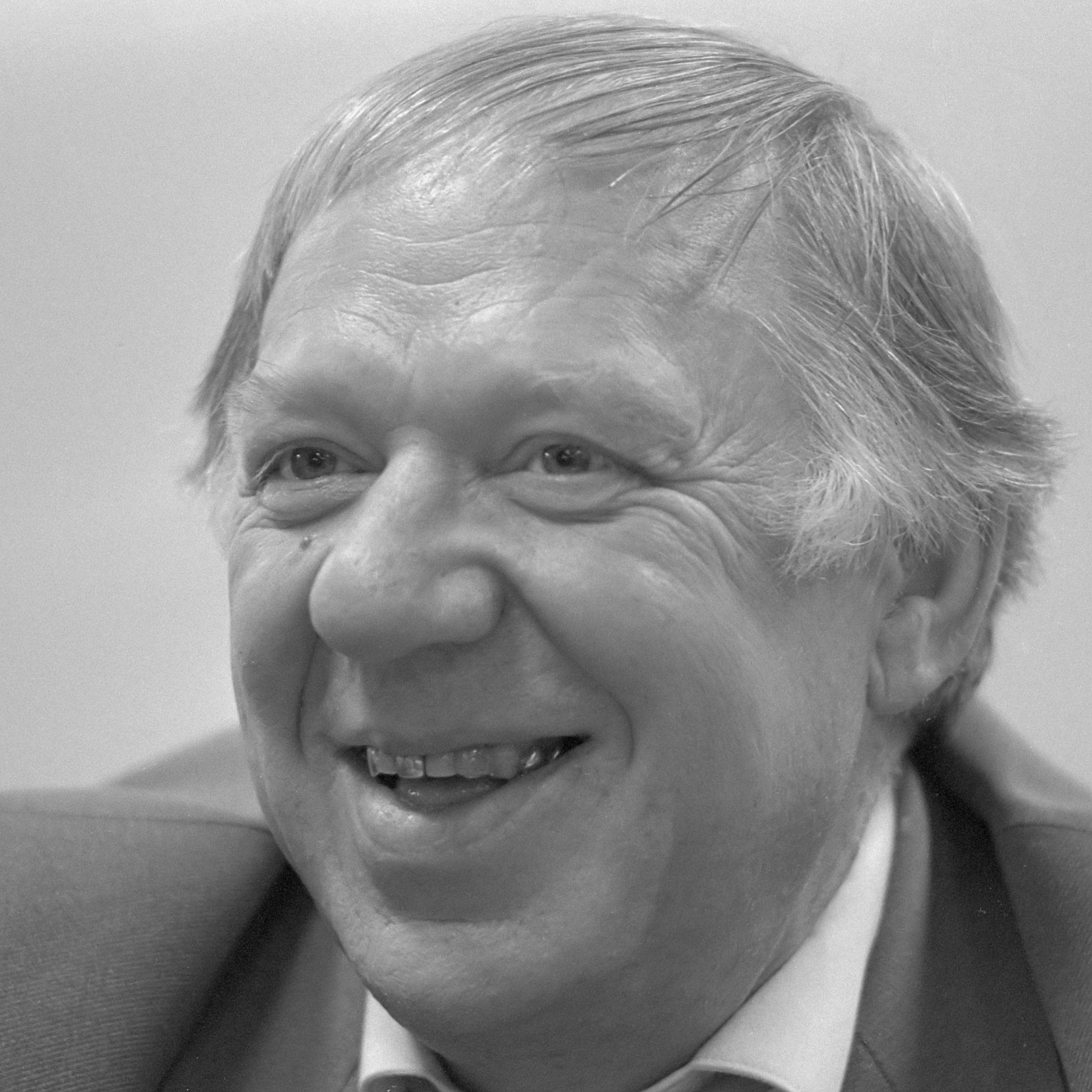
Oleg Popov, 1989

## Privéleven
Zijn eerste huwelijk sloot Popov in 1952 met de toen 20 jaar oude Alexandra Ilinitsjna Ryslavskaja, violiste bij het Circus van Moskou aan de Tsvetnoj Boelvar. Zij overleed in 1990 aan kanker. Popov was toen op tournee in Hamburg, wilde zijn collega's niet in de steek laten en kwam om die reden niet naar de begrafenis. Hun enig kind Olga kreeg een circusloopbaan als koorddanseres. Op 1 september 1991 trouwde Popov met de 32 jaar jongere Duitse amanuensis Gabriela ("Gaby") Lehmann. Het huwelijk werd in Breda voltrokken door burgemeester Ed Nijpels. Ook met zijn tweede vrouw trad hij in het circus op.

## Toon Hermans
Toon Hermans ontmoette Popov voor het eerst in 1971 in Berlijn, tijdens een van Hermans' optredens. Later, toen Hermans met een burn-out worstelde, bezocht hij in Rotterdam Ahoy de circusact van Popov, die hem in het publiek opmerkte, op hartverwarmende wijze begroette en zo redde van een verdere neergang.

## Boeken
Van Oleg Popov
- (fr)  Oleg Popov: Ma vie de Clown. Stock, 1968.
- (en)  Oleg Popov: Russian Clown. Macdonald, 1970. ISBN 978-0-35602-940-5
- (nl)  Oleg Popov, Melle van der Velde en Alexander Kalmykov: Mijn Leven Als Clown. Lannoo, 2006. ISBN 978-9-02096-521-6

Over Oleg Popov
- (de)  Hans-Joachim Pietrula: Hommage an Oleg Popov. Ruck, 1997.
- (de)  Alex Kats: Sonnenclown Iwanuschka: Oleg-Popov-Karikaturen. Engelsdorfer, 2014. ISBN 978-3-95744-333-5